# Stenocorus schizotarsus
Stenocorus schizotarsus är en skalbaggsart som beskrevs av Chen och Fernando Chiang 2002. Stenocorus schizotarsus ingår i släktet Stenocorus och familjen långhorningar. Inga underarter finns listade i Catalogue of Life.